# Inscription Buyla
L'inscription Buyla est une inscription de 9 mots, 56 caractères, écrite dans l'alphabet grec mais dans une langue non grecque. Elle se trouve sur un bol ou une coupe en or à anse qui fait partie des pièces du trésor de Nagyszentmiklós,, qui se trouve maintenant au Kunsthistorisches Museum de Vienne,,. Le bol mesure 12 cm de diamètre et pèse 212 g. Il est muni d'une poignée ou d'une boucle, peut-être pour être accroché à une ceinture. L'inscription se trouve autour de l'extérieur d'un motif circulaire au milieu du bol. À l'endroit où l'inscription commence et finit, il y a une croix. L'inscription se lit comme suit : ΒΟΥΗΛΑ·ΖΟΑΠΑΝ·ΤΕϹΗ·ΔΥΓΕΤΟΙΓΗ·ΒΟΥΤΑΟΥΛ·ΖΩΑΠΑΝ·ΤΑΓΡΟΓΗ·ΗΤΖΙΓΗ·ΤΑΙϹΗ.

L'opinion dominante est que la langue du texte est une langue turque,, et plusieurs traductions ont été proposées, mais elle n'a pas été déchiffrée et la classification exacte de la langue a fait l'objet de débats,, . Vilhelm Thomsen a traduit l'inscription : "Bouila zoapan a terminé ce bol [cette tasse à boire], que Boutaoul zoapan a rendu apte à être suspendu." Nikola Mavrodinov a traduit : " Bouila zoapan a fait cette coupe ; Boutaul Zoapan a fait cette coupe adaptée pour y boire " Gyula Németh a traduit : " Le bol de Boila chaban, qui a été fabriqué sur son ordre ; Boutaoul a fait faire une anse pour lui, et c'est son bol. "  Paul Lazăr Tonciulescu l'a traduit : " Jupan Buila [a] tous les droits, jupan Butaul [a le droit d'] entrer [dans] toutes les villes ".

## Description

### Le trésor de Nagyszentmiklós
Le trésor de Nagyszentmiklós, dont la coupe fait partie, se compose de 23 récipients en or décorés pesant environ 10 kg,, . Il a été trouvé en 1799 sur les rives de la rivière Aranca, près de Nagyszentmiklós (aujourd'hui Sânnicolau Mare dans le judet de Timiș, Roumanie),,, dans la région d'implantation des Avars dans le bassin des Carpates. Il a également été attribué aux Bulgares du Danube inférieur, mais l'opinion actuelle est que le trésor est d'origine avare et étroitement lié à la culture avare,,.
Les objets ont été fabriqués par des artisans spécialisés aux VIIe siècle et VIIIe siècle, et ont été thésaurisés par des seigneurs locaux,. Le trésor a été "utilisé" et enterré pour la dernière fois dans la seconde moitié du VIIIe siècle ou peut-être au début du IXe siècle,.
Certains de ces récipients portent des inscriptions de l'alphabet de l'Orkhon. Des caractères similaires) se retrouvent sur un étui à aiguilles en os, exhumé dans le cimetière de l'Avar tardif de Szarvas (dans le comté de Békés, en Hongrie) et daté de la seconde moitié du VIIIe siècle,. Sur la base de ces preuves, certains chercheurs ont proposé une date similaire pour les inscriptions de Nagyszentmiklós,

Pièces du  trésor de Nagyszentmiklós
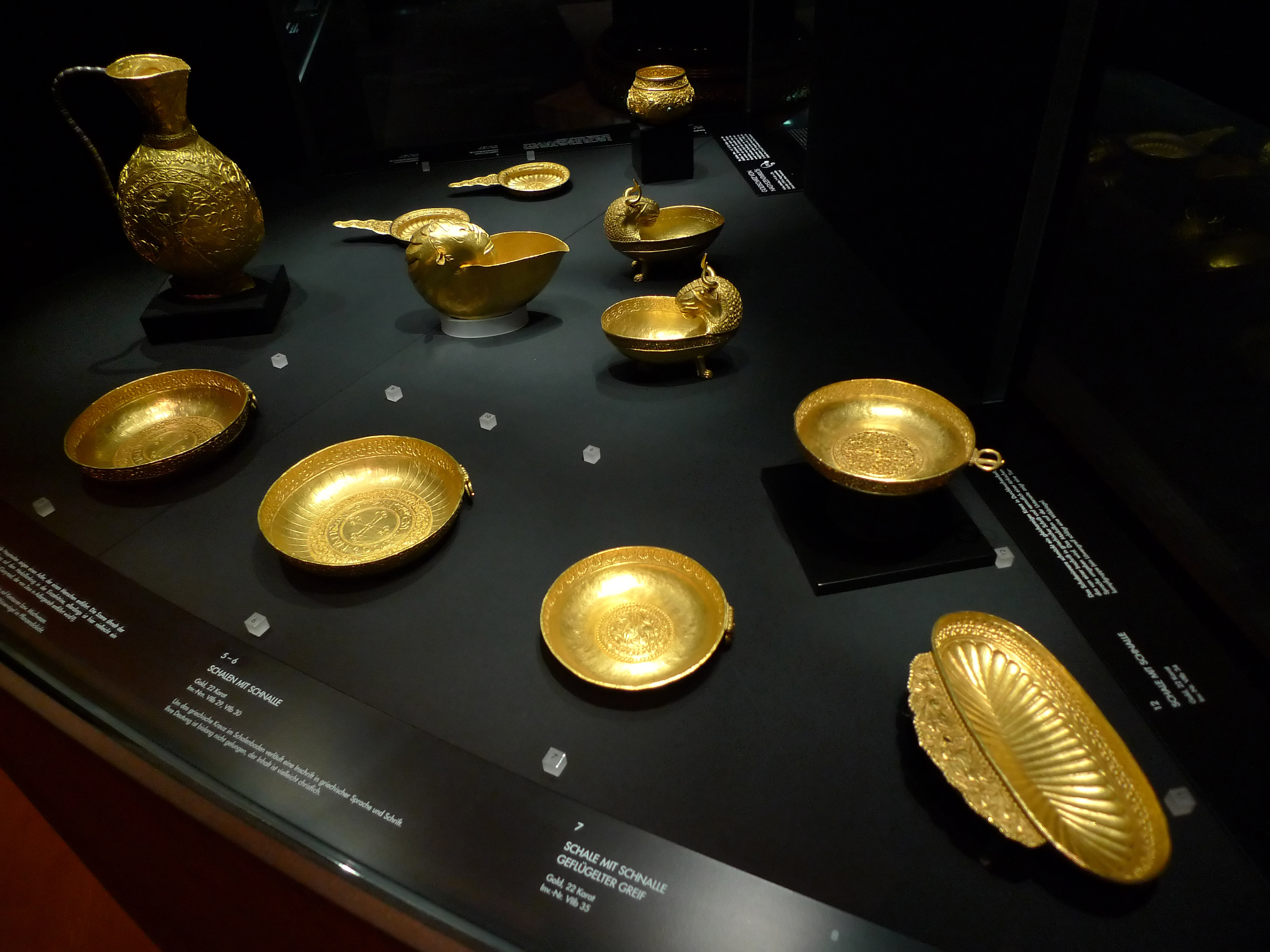
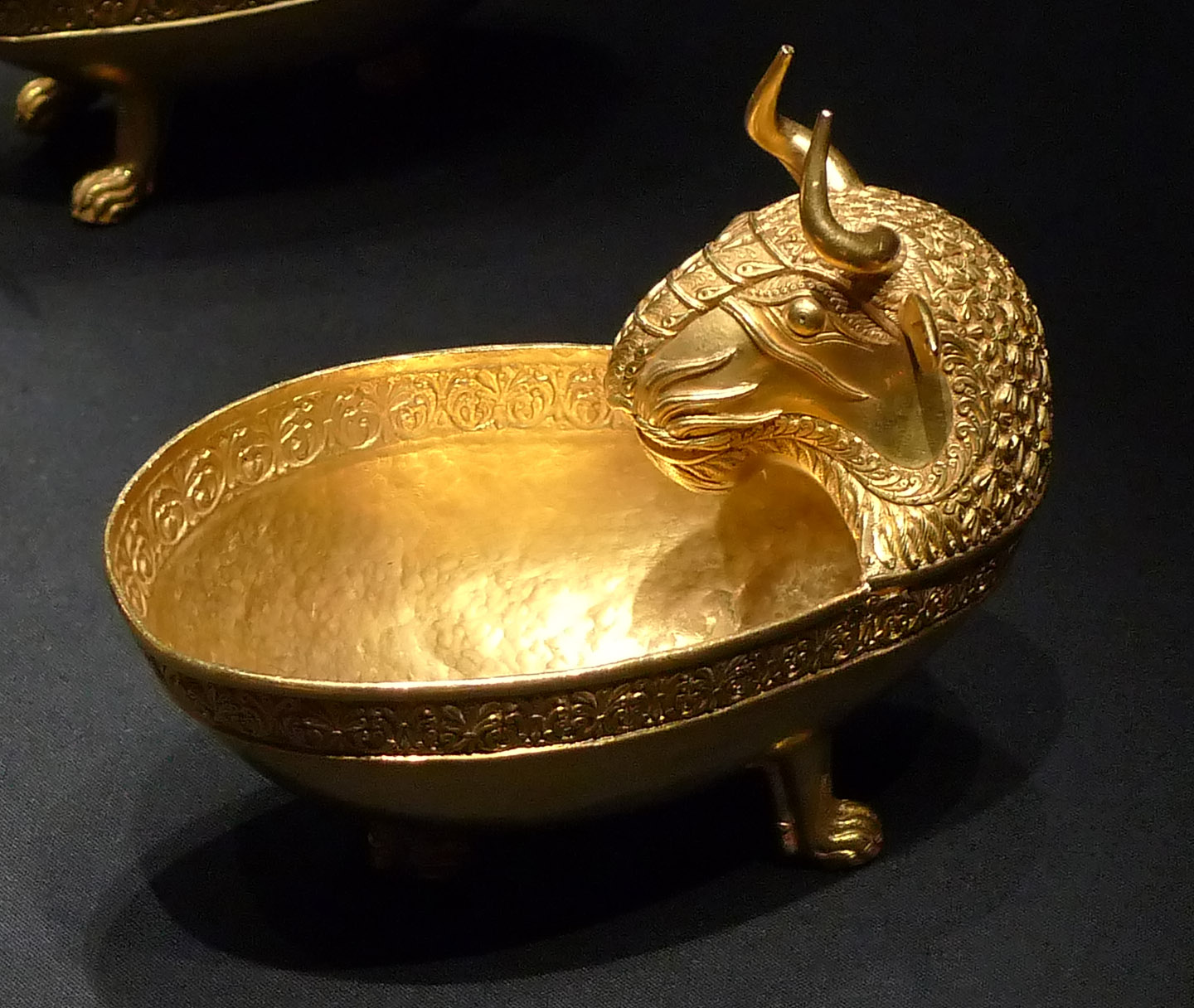
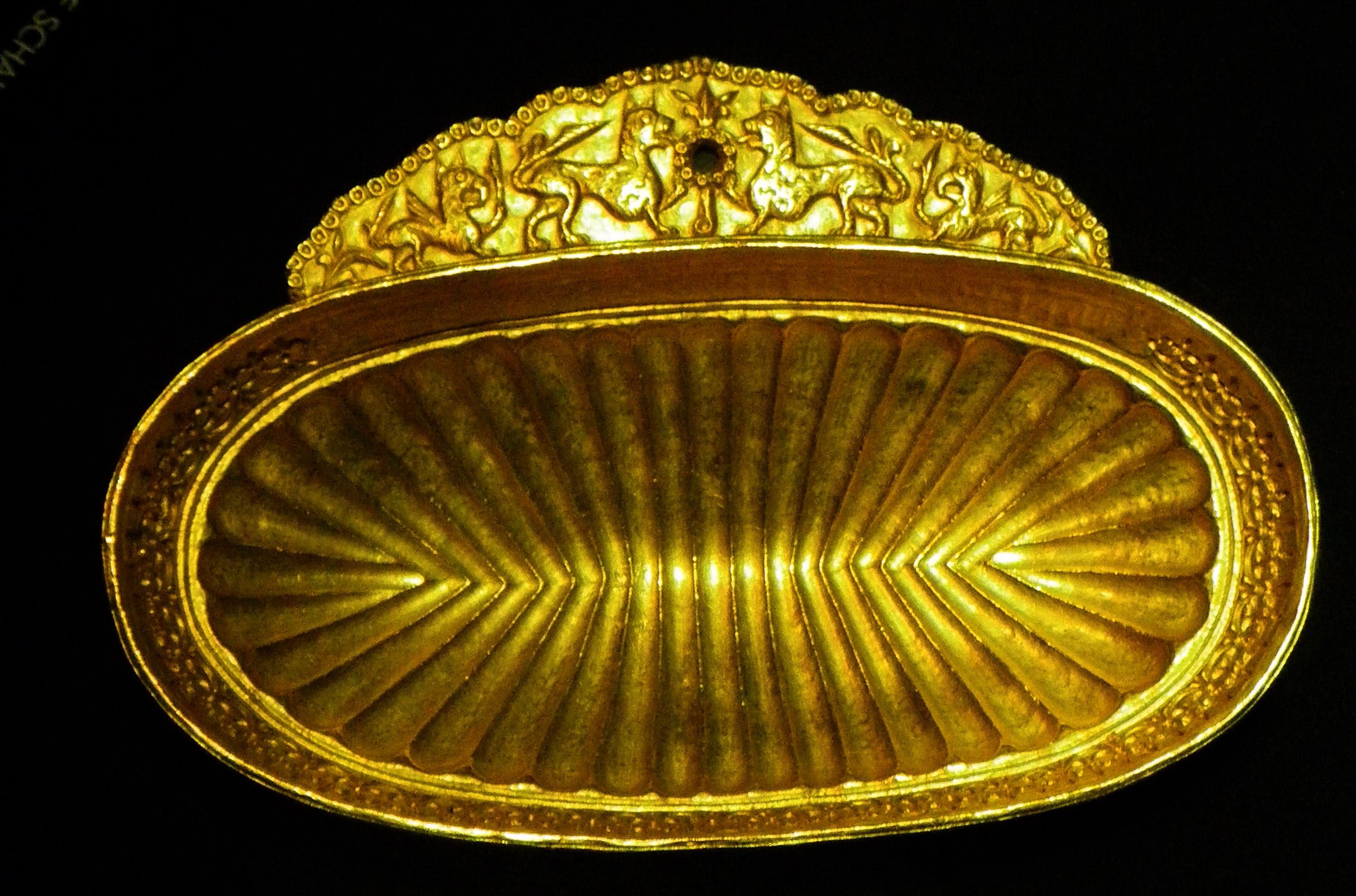

### L'inscription

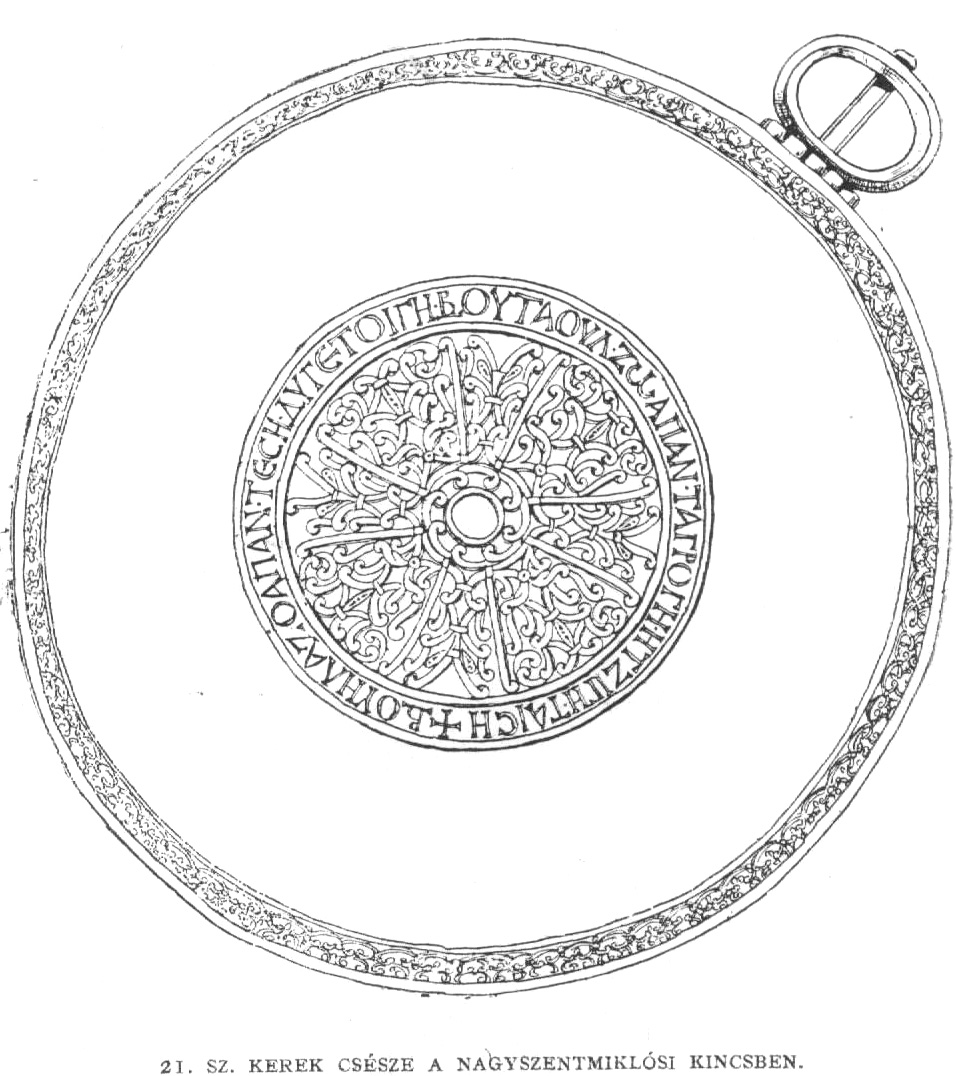
Dessin réalisé par József Hampel en 1894

L'inscription est gravée en lettres grecques sur le fond intérieur d'une coupe ronde à boucle (n° 21 dans la liste de József Hampel), sur un anneau plat entourant un disque richement décoré,.
L'inscription comporte le texte suivant, facilement lisible, et utilise un glyphe en forme de "C" pour le sigma,,  :
† ΒΟΥΗΛΑ • ΖΟΑΠΑΝ • ΤΕϹΗ • ΔΥΓΕΤΟΙΓΗ • ΒΟΥΤΑΟΥΛ • ΖΩΑΠΑΝ • ΤΑΓΡΟΓΗ • ΗΤΖΙΓΗ • ΤΑΙϹΗ
En lettres minuscules : 
† βουηλα • ζοαπαν • τεση • δυγετοιγη • βουταουλ • ζωαπαν • ταγρογη • ητζιγη • ταιση
La translittération est : 
† bouēla • zoapan • tesē • dugetoigē • boutaoul • zōapan • tagrogē • ētzigē • taisē

### Considérationspaléographiquesetépigraphiques
Certaines des lettres de l'inscription ont des formes distinctives. Les lettres sigma et epsilon ont de larges arcs , la ligne de base de delta s'avance des deux côtés. Bêta a également une ligne de base proéminente, une forme que l'on retrouve dans les inscriptions grecques de Bulgarie datées du début du IXe siècle,,,, mais sinon elle est rarement attestée dans le monde de l'écriture grecque : seulement, sur plusieurs pièces de monnaie de Chersonèse de l'empereur byzantin Basile Ier le Macédonien (867-886),,  et aussi sur une inscription du même empereur, trouvée à Mesembria (aujourd'hui Nesebar, Bulgarie),. La forme de l'alpha est également attestée sur des inscriptions grecques du 9e siècle provenant de Bulgarie. En revanche, la forme inhabituelle de l'oméga, avec une ligne verticale centrale plus haute que les côtés arrondis, est spécifique aux inscriptions grecques du VIe siècle et aux plus anciennes formes de l'écriture grecque onciale,.

### Voyelles
Dans cette inscription, il y a une libre alternance entre ε et αι, η et ι, et ο et ω Ces groupes sont devenus des homophones en grec koïne, fusionnant en /ɛ/, /i/ et /o/.
De même, ου était lu /u/,  υ était lu /y/,,,  et οι était lu soit /y/ , soit /ø/. 

## Interprétations
À la fin du XIXe siècle, József Hampel suggéra que le trésor de Nagyszentmiklós avait été enterré par des Gépides au IVe ou Ve siècle de notre ère, , et il tenta de déchiffrer le texte de l'inscription en utilisant la langue grecque. Trois mots se terminent par -γη, ce qui a été lu par Hampel comme le grec γῆ = " terre, pays ". Il en conclut que l'inscription mentionne deux princes gépides, Bouila et Boutaoul, et les trois pays qu'ils ont gouvernés : Tagro, Etzi et Dygetoi., Le dernier toponyme était lié aux Gètes de l'Antiquité classique. Cette interprétation a été vivement critiquée par Vilhelm Thomsen et Gyula Németh, qui montrèrent que la langue de l'inscription ne peut pas être le grec, mais une vieille langue turque
Aujourd'hui, presque tous les érudits partagent l'opinion que le texte a été écrit dans une langue turque, , mais elle n'a pas été déchiffrée et la classification exacte de la langue a fait l'objet de débats, . Elle a souvent été comparée à la langue turque bulgare du Premier Empire bulgare,,, attestée sur plusieurs inscriptions du VIIIe au IXe siècle trouvées dans le nord-est de la Bulgarie et écrites en lettres grecques. Plus récemment, Eugène Helimski a soutenu que la langue était proche du proto-toungouse, mais cette proposition a été rejetée par Marcel Erdal (en) qui l'a jugée farfelue.

### Buyla
Il est généralement admis que le premier mot est le titre turc buyla ou boyla (également orthographié boila) qui est attesté sur plusieurs inscriptions bulgares du vieux turc et du Danube, et également mentionné par certains auteurs byzantins des IXe et Xe siècles,. Certains chercheurs ont proposé de lire Buyla comme un nom de personne dans ce texte, car les titres étaient souvent pris comme des noms de personne/ Il y a d'autres récipients dans le trésor de Nagyszentmiklós qui mentionnent le nom de Buyla, comme un gobelet. 

### Butaul
Butaul est habituellement lu comme un nom de personne, Il peut être interprété comme "fils de Buta" avec le -ul final étant un développement du turc oğul = "fils",  Cette étymologie a été contestée sur la base de l'observation que selon le modèle prédominant de construction des patronymes turcs, les formes possessives oğlu ou oğli sont attendues,  En se basant sur les noms attestés sur les inscriptions vieux-turcs, Erdal a posé la lecture But Aul

### Zoapan
En 1900, Karl Brugmann a dérivé le slave commun *županъ de župa "district, petite région administrative", une étymologie qui a été acceptée par de nombreux linguistes. Cependant, d'autres ont suggéré l'évolution inverse : župa comme formation arrière de župan, un titre d'origine étymologique iranienne, que l'on retrouve généralement chez les Slaves.